# Novi di Modena
Novi di Modena là một đô thị ở tỉnh Modena thuộc vùng Emilia-Romagna, có vị trí cách khoảng 60 km về phía tây bắc của Bologna và khoảng 25 km về phía bắc của Modena. Tại thời điểm ngày 31 tháng 12 năm 2004, đô thị này có dân số 10.845 người và diện tích 51,8 km².
Đô thị Novi di Modena có các frazioni (đơn đơn vị cấp dưới, chủ yếu là các làng) Sant'Antonio in Mercadello and Rovereto sul Secchia.
Novi di Modena giáp các đô thị: Carpi, Cavezzo, Concordia sulla Secchia, Moglia, Rolo, San Possidonio.